# Ludmiła Schwarz
Ludmiła Schwarz z domu Zawilska (ur. 23 maja 1834, zm. 3 grudnia 1912 w Bykowcach) – polska działaczka społeczna i niepodległościowa.

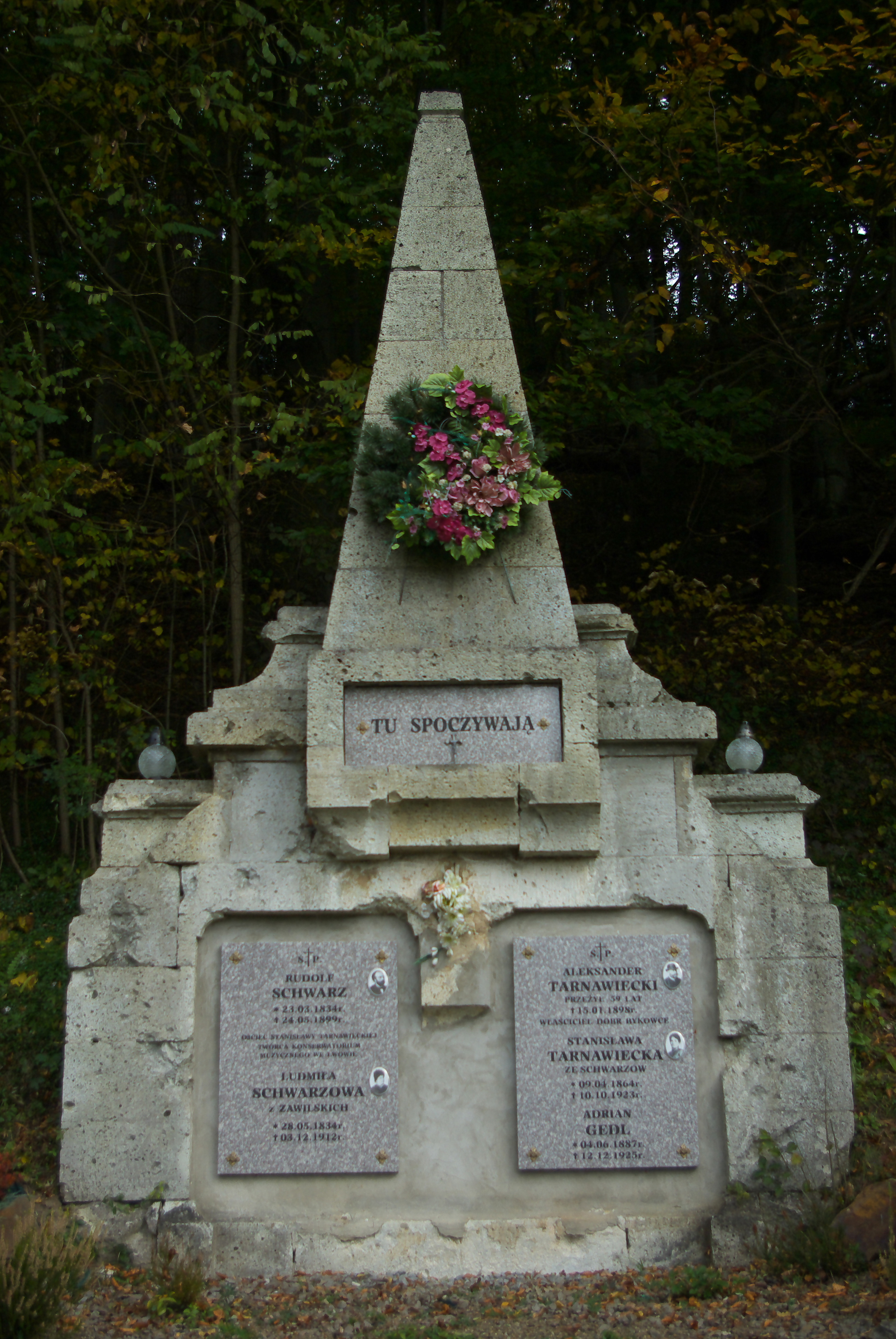
Grobowiec rodzinny Tarnawieckich i Schwarzów

## Życiorys
Urodziła się 23 maja 1834 w rodzinie Zawilskich. Od 1862 była zamężna z Rudolfem Schwarzem (1834-1899, kupiec, muzyk, pedagog). Miała z nim trzy córki: Stanisławę (1864-1923, zamężna wpierw z Aleksandrem Tarnawieckim, potem z Ludwikiem Baldwin-Ramułtem), Marię (zamężna z lekarzem dr. Władysławem Gedlem, babka Marka Gedla) i Ludmiłę (śpiewaczka i nauczycielka śpiewu znana w Paryżu jako Lody Palasara).
Wraz z rodziną zamieszkiwała we Lwowie w domu przylegającym do ulicy Teatralnej. Jego dom we Lwowie był przepełniony muzyką i atmosferą patriotyzmu. Jej mąż organizował tam tzw. niedzielne „poranki muzyczne”, z czasem słynne w całym Lwowie. Po wybuchu powstania styczniowego w 1863 został on mianowany przez Rząd Narodowy naczelnikiem Okręgu I w Wydziale V miasta Lwowa. Ich dom, położony w ścisłym centrum Lwowa i dysponującym alternatywnymi przejściami w inne ulice i zabudowania, służył za miejsce spotkań i narad spiskowców (bywali tam Edmund Różycki, Karol Różycki, Jan Stella-Sawicki, Michał Heydenreich, Romuald Traugutt, Milewski, Mieczysław Romanowski). W mieszkaniu wyrabiano i składowano naboje, ukrywano poszukiwanych powstańców. Na rzecz sprawy powstania działała także Ludmiła Schwarz. 1 lutego 1864 została mianowana przez Komitet Niewiast Polskich we Lwowie czyli Komitet Sióstr Klaudii (tzw. „Klaudynki)” naczelniczką V części miasta Lwowa. W tym zakresie utrzymywała kontakty z policją narodową. Kilkakrotnie była wyznaczana do transportowania broni, w związku z czym przewoziła samodzielnie pistolety jeżdżąc koleją ze Lwowa do Gródka lub Przemyśla, zaś poza niebezpieczeństwem wynikającym z samej akcji dodatkową niedogodność stanowił fakt, że wówczas była w ciąży. Po wykryciu jej działalności decyzją namiestnika Fiodora Berga została umieszczona na „czarnej liście”.
Zmarła w wieku 78 lat w dniu 3 grudnia 1912 w Bykowcach (jej córka Stanisława była właścicielką majątku dworskiego).
Jej córka Stanisława Tarnawiecka przechowywała pamiątki i dokumenty po matce pochodzące z czasu powstania styczniowego.